# 中山北路駅 (蕪湖市)
 中山北路駅（ちゅうさんほくろえき）は、中華人民共和国安徽省蕪湖市鏡湖区に位置する蕪湖軌道交通1号線の駅である。

## 歴史
- 2021年11月3日: 開業。

## 隣の駅
蕪湖軌道交通
■1号線
赭山公園駅 -  中山北路駅 - 鳩茲広場駅